# Atse Iyasou
Atse Iyasou fut proclamé nəgusä nägäst d'Éthiopie de 1787 à 1788, dans le Tigray et le Godjam par les ennemis du Ras Ali I de Yejju du Bégemeder. Il est défait par Ali à la bataille de Madab.
Le titre de Atse, mot amharique pour « empereur », lui est donné pour le distinguer des autres empereurs d'Éthiopie portant le même nom. Aucun numéro d'ordre ne fut apposé après son nom puisqu'il n'a jamais été reconnu comme prétendant légitime.
Il est peut-être identique à l'empereur « Yoas » mentionné par Nathaniel Pearce. Pearce rapporte que « Yoas » vécut au Gondar jusqu'à sa mort (mai 1813) et mourut sans le sou, sans même suffisamment pour se payer un cercueil et une cérémonie funéraire.